# Лондон-Сити (аэропорт)
«Лондон-Сити» (англ. London City Airport, (ИАТА: LCY, ИКАО: EGLC)) — аэропорт с одной полосой, предназначенной для использования самолётами с коротким взлётом и посадкой, обслуживающий преимущественно деловые районы Лондона. Расположен в районе Доклендс, Ньюэм в Восточном Лондоне, Англия, и был построен компанией Mowlem в 1986—1987 годах. «Лондон-Сити» — пятый по размеру международный аэропорт Лондона после «Хитроу», «Гатвик», «Станстед» и «Лутон».
Аэропорт имеет лицензию № P728, которая дает право перевозить пассажиров и обучать пилотированию самолётов, для которых возможен заход на посадку под углом 5,5° или более крутым.
Существует план развития аэропорта до 2030 года. Он предусматривает поэтапное расширение аэропорта до максимальной пропускной способности 8 млн пассажиров в год без строительства второй взлётно-посадочной полосы или расширения существующих границ аэропорта.

## История аэропорта

### Идея и строительство
Идея строительства аэропорта была предложена в 1981 году Реджем Вардом, руководителем только созданной тогда компании «Лондон Доклендс девелопмент корпорейшн» (LDDC) с целью развития района Доклендс. После переговоров с Филипом Беком (руководителем Mowlem, одной из крупнейших строительных компаний Великобритании), строительство аэропорта стало возможным. В ноябре этого же года Mowlem и Brymon Airways представили в LDDC план аэропорта с взлётно-посадочной полосой и выходом в город.
27 июня 1982 года пилот «Браймона» Гарри Ли приземлился в Докленде на De Havilland Canada Dash 7, продемонстрировав пригодность строительства аэропорта с взлётно-посадочной полосой короткого взлёта и посадки. Годом позже LDDC опубликовала результаты опроса общественного мнения жителей района, который показал, что большинство опрошенных высказалось в пользу строительства аэропорта, и «Моулем» начал работы по заявке на проектирование объекта.
Составление проектной заявки, начавшееся 6 июня 1983 года, продолжалось 63 дня. К середине следующего года Министерство транспорта сообщило, что склонно согласовать заявление, но затребовало дополнительные документы. В конечном счёте, разрешение было получено только в начале 1986 года.
Строительство началось вскоре после получения разрешения, 29 мая 1986 года принц Чарльз заложил первый камень в фундамент терминала. Первый самолёт приземлился 31 мая 1987 года, первый коммерческий рейс совершён в том же году, 26 октября. Елизавета II официально открыла «Лондон-Сити» в ноябре того же самого года.
Размещение коммерческого аэропорта в переполненном воздушном пространстве стало вызовом для Национальной службы воздушного движения (NATS), которая учредила специальный орган «Тэймз рэйдар» для обеспечения контроля за воздушным трафиком.

### Развитие аэропорта
В 1988 году, первый полный год работы, аэропорт обслужил 134 000 пассажиров. Самые ранние регулярные рейсы связывали Лондон с Парижем, Амстердамом и Роттердамом. Со взлетно-посадочной полосой длиной всего 1080 м и глиссадой 7,5° аэропорт мог принимать весьма ограниченное число типов самолётов, преимущественно Dash 7 и Dornier Do 228. В 1989 руководство аэропорта представило заявку на проектирование увеличения длины взлетно-посадочной полосы, чтобы аэропорт мог принимать большее количество типов самолётов.
В 1990 году аэропорт обслужил 230 000 пассажиров, но показатели сильно упали, особенно после войны в Персидском заливе, и не возвращались до 1993 года, в котором было перевезено 245 000 пассажиров. К этому времени было произведено расширение взлетно-посадочной полосы, и она открылась 5 марта 1992 года. Глиссада была уменьшена до 5,5°, что было всё ещё довольно высоко для европейского аэропорта, но достаточно, чтобы принимать широкий спектр типов самолётов, включая BAe 146.
В 1995 году количество перевезённых пассажиров достигло полумиллиона, и Mowlem продала аэропорт ирландскому бизнесмену Дермоту Десмонду. Через пять лет количество перевезённых пассажиров достигло 1 580 000, при этом совершалось 52 000 рейсов в год. В 2002 году открылся новый кейтеринг для корпоративной авиации, а также дополнительные стоянки самолётов в западном конце перрона. В 2003 году появилось место для ожидания взлёта в восточном конце взлётно-посадочной полосы, которое дало возможность самолётам, ожидающим взлёта, находиться там во время посадки другого самолёта.
В 2006 году услугами аэропорта воспользовались 2,3 млн пассажиров. 2 декабря 2006 года открылась станция лёгкого метро, соединившая аэропорт с Кэнэри-Уорф и Лондонским Сити. 30 ноября 2006 года аэропорт был продан консорциуму, в который вошли AIG, GE Capital и Credit Suisse.

## Аэропорт сегодня

### Работа аэропорта
На аэропорт наложены строгие ограничения на уровень шумового воздействия от самолётов. С учётом физических параметров взлётно-посадочной полосы и крутой глиссады Лондон-Сити может принимать не все типы самолётов.
Среднемагистральные самолёты, принимаемые «Лондон-Сити», включают типы: ATR 42, DHC Dash 8, BAe-146 Whisperjet, Dornier Do 328, Embraer ERJ 145, Embraer E-Jet, A318 и Saab 2000. Кроме того, в 2006 году прошла успешная проверка на возможность приёма Airbus A318 (в настоящее время British Airways выполняет на бизнес-варианте этой модели с увеличенной дальностью рейсы из Лондон-Сити в Нью-Йорк).
Корпоративные самолёты, такие как Beechcraft Super King Air, Cessna 500, Hawker 400, Hawker 800, и некоторые варианты Dassault Falcon являются обычными гостями в аэропорту. По экологическим причинам запрещено обслуживание вертолётов.
Аэропорт открыт для полётов с 05:30 до 21:00 с понедельника по пятницу, с 05:30 до 11:30 в субботу и с 11:30 до 21:00 в воскресенье. Закрытие аэропорта на 24 часа между 11:30 субботы и 11:30 воскресенья необходимо для того, чтобы местные жители отдыхали от шума, производимого самолётами.
Аэропорт ограничен заполненными водой доками «Роял Альберт» и «Кинг Георг V» с севера и юга соответственно, что означает отсутствие крытых ангаров для обслуживания самолётов.

### Терминал
Лондон-Сити является самым маленьким из лондонских международных аэропортов. Это, однако, удобно для тех, кто пользуется аэропортом: в нём встречаются многие бизнесмены, следующие в деловые районы Лондона, также аэропортом пользуются туристы выходного дня. В терминале есть 26 стоек регистрации и дополнительные пять киосков самообслуживания для пассажиров «British Airways», «Air France», «Lufthansa» и «Scandinavian Airlines System». В аэропорту имеется пятнадцать выходов на посадку.

### Авиакомпании
Следующие компании пользуются услугами аэропорта Лондон-Сити:
- Air France
  - CityJet
- Austrian Airlines
  - Austrian Arrows
- British Airways
  - BA CityFlyer
- EuroManx
- KLM
  - KLM Cityhopper
- Lufthansa
  - Augsburg Airways
  - Contact Air
  - Eurowings
  - Lufthansa CityLine
- Luxair
- Scandinavian Airlines
  - Transwede Airways
- Swiss International Air Lines
  - Swiss European Air Lines

### Транспорт
Лондон-Сити связан с новым финансовым районом Лондона в Кэнэри-Уорф и традиционным финансовым районом Лондонский Сити линией лёгкого метро Docklands Light Railway с пересадками на лондонский метрополитен на разных станциях. Станция лёгкого метро London City Airport DLR station расположена непосредственно рядом со зданием терминала.
Аэропорт обслуживается автобусами маршрутов 473 и 474, идущими в Восточный Лондон, ранее существовала сеть местных автобусных маршрутов, но она была ликвидирована после ввода в эксплуатацию станции лёгкого метро. Рядом с аэропортом также находятся краткосрочные и долговременные автостоянки, недалеко от входа в терминал находится стоянка такси.

## Статистика
Данные из запроса в Викиданные.

## Будущее аэропорта

### Генеральный план развития аэропорта
В ответ на выпущенный британским правительством справочный документ «Будущее авиационного транспорта» (The Future of Air Transport), оператор аэропорта подготовил мастер-план развития аэропорта до 2030 года. План прошёл общественные обсуждения весной 2006 года и был переиздан с учётом результатов этих обсуждений и консультаций. Мастер-план учитывает постепенное развитие аэропорта, в результате чего аэропорт должен будет обслуживать 8 млн пассажиров в год к 2030 году. Он не предполагает строительство второй взлётно-посадочной полосы или расширение границ аэропорта.
Первый этап развития должен был завершиться к 2015 году. Он включает продолжение строительства перрона в восточную часть и пирс с южной стороны, для того чтобы создать доступ пассажирам на новые стоянки самолётов. Здание терминала расширяется с учётом использования участка земли между существующим терминалом и железнодорожной станцией. Расширяются мощности по обслуживанию корпоративной авиации, переносится пожарное депо.
Этапы 2 и 3 должны пройти с 2015 по 2030 годы. Увеличится количество стоянок самолётов на восток от терминала, будут построены дополнительные рулёжные дорожки. Для этих мероприятий будет использована территория в доке «Кинг Георг V», сегодня заполненная водой. Топливозаправочное оборудование будет перенесено в восточную часть аэропорта. На месте существующей автостоянки будет построен многоэтажный паркинг. Будут расширены и мощности, обслуживающие корпоративную авиацию. В итоге, существующий терминал будет полностью перестроен.
В соответствии с планом этапа 1 в августе 2007 года аэропорт Лондон-Сити подал заявку в администрацию Ньюхэма. В случае её удовлетворения аэропорт сможет увеличить число обслуживаемых рейсов к 2010 году с 80 000 до 120 000 в год.